# (437069) 2012 UK54
(437069) 2012 UK54 es un asteroide perteneciente al cinturón de asteroides descubierto el 9 de octubre de 2012 por el equipo del Spacewatch desde el Observatorio Nacional de Kitt Peak, Arizona, Estados Unidos.

## Designación y nombre
Designado provisionalmente como 2012 UK54.

## Características orbitales
2012 UK54 está situado a una distancia media del Sol de 2,720 ua, pudiendo alejarse hasta 2,848 ua y acercarse hasta 2,593 ua. Su excentricidad es 0,047 y la inclinación orbital 3,607 grados. Emplea 1638,94 días en completar una órbita alrededor del Sol.

## Características físicas
La magnitud absoluta de 2012 UK54 es 17,07. 